# Pjesma Eurovizije 2026.
Pjesma Eurovizije 2026. bit će jubilarno 70. izdanje izbora za Pjesmu Eurovizije. Natjecanje će se sastojati od dva polufinala i finala koja će se održati 12., 14., i 16. svibnja 2026. u Wiener Stadthalle u Beču.  Organiziraju ga Europska radiodifuzijska unija (EBU) i domaći emiter Österreichischer Rundfunk (ORF), koji će prirediti događaj nakon pobjede Austrije na natjecanju 2025. s pjesmom “Wasted Love” izvođača JJ.
Ovo će biti treći put da se natjecanje održava u Austriji, nakon što je Beč ugostio i izdanja 1967. i  2015. godine.

## Lokacija
Budući da je Austrijska radiotelevizija (ORF) prihvatila domaćinstvo nakon pobijede 2025., više gradova u Austriji izrazilo je interes za domaćinstvo natjecanja 2026. godine. Dana 18. siječnja 2025, gradonačelnik Beča Michael Ludwig potvrdio je namjeru grada da preda ponudu za domaćinstvo. Generalni direktor ORF-a Roland Weißmann izjavio je da su najvažniji kriteriji u odabiru podobnost arene ili dvorane, kao i blizina aerodromu, dok je glavna urednica programa Stefani Gros-Horovic istaknula manjak novoizgrađenih arena u skorijim godinama i potaknula opštine s održivim planovima da pristupe natječaju. Kasnije istog dana, Graz je objavio da ispituje potencijalnu ponudu, a gradonačelnica Elke Kahr spomenula je Stadthalle Graz kao moguću lokaciju, dok je Oberwart takođe iskazao interes.
Dana 18. siječnja, Innsbruck i Wels potvrdili su da će ponuditi domaćinstvo u Olimpijskoj dvorani Innsbruck i novoj izložbenoj sali, tim redom. Schwarzl Freizeit Zentrum, također u Grazu, predložen je kao moguća lokacija. Klagenfurt je odbio predati ponudu, dok je savezna država Koruška ukazala na prethodne procjene pred natjecanje 2015., u kojima je ocijenjeno da bi Wörthersee Stadion morao proći kroz „skupe adaptacije” kako bi zadovoljio kriterije za domaćinstvo; kao ishod toga, odlučeno je da bi održavanje natjecanja u regiji bilo nemoguće. Dana 19. siječnja, gradonačelnik Sankt Pöltena Mathias Stadler predložio je Događajni centar u Sankt Pöltenu za održavanje natjecanja. Dana 26. siječnja, Ebreichsdorf je prezentirao ponudu u kojoj bi bila izgrađena privremena arena.
Salzburg je odlučio da neće predati ponudu; gradonačelnik Bernhard Auinger izjavio je da je razlog budžet i nedostupnost Salzburške arene. Ipak, savezna država Salzburg izrazila je optimizam; govornik za zamjenika guvernera Stefana Schnela, koji je također zadužen za turistička pitanja u Salzburgu, izrazio je da se s „pragmatičnom kreativnošću” može održati na drugoj lokaciji, što se protumačilo kao da savezna država, za razliku od općine, nije isključila ponudu.
Key:

 †  Domaćin
 ^  Podnijeli kandidaturu za domaćinstvo
| Grad         | Mesto                            | Napomene | Ref.                        |
| ------------ | -------------------------------- | --- | --------------------------- |
| Beč^         | Wiener Stadthalle                | Domaćin Pjesme Eurovizije 2015. Odabrana dvorana kao mjesto održavanja natjecanja. | [ 16 ] [ 17 ] [ 18 ] [ 19 ] |
| Graz         | Schwarzl Freizeitzentrum         | Povukao se iz nadmetanja 27. lipnja. | [ 20 ]                      |
| Graz         | Stadthalle Graz                  | Podržala predsjednica Socijaldemokratske partije Austrije (SPÖ). Gradonačelnica Elke Kahr je ukazala da će konačna odluka zavisiti o političkoj i financijskoj podršci. Povukao se iz nadmetanja 27. lipnja.                                           | [ 21 ] [ 22 ]               |
| Ebreichsdorf | Privremena arena                 | Bila bi izgrađena privremena arena za 20.000 ljudi, kao i dodatni kapacitet za 30.000 ljudi za javni prijenos natjecanja. Povukao se iz nadmetanja 15. lipnja.                                                                                         | [ 12 ]                      |
| Innsbruck^   | Olimpijska dvorana u Innsbrucku  | Bio je domaćin natjecanja u umjetničkom klizanju i hokeju na ledu na Zimskim olimpijskim igrama 1964. i 1976. godine. | [ 23 ]                      |
| Linz i Wels  | Sajam u Welsu                    | Zajednička ponuda. Nova izložbena hala koja će zameniti trenutni sajam, a čija bi konstrukcija trebala biti gotova do ožujka 2026., jest ponuđena dvorana. Linz bi doprinijeo dodatnim kulturnim objektima i hotelima. Povukao se iz ponude 1. srpnja. | [ 24 ]                      |
| Oberwart     | Sajam u Oberwartu                | Povukao se iz nadmetanja 21. lipnja. | [ 6 ]                       |
| Sankt Pölten | Događajni centar u Sankt Pöltenu | Nije podnio ponudu. | [ 11 ]                      |

## Privremeni popis zemalja sudionica
| Država                 | Emiter   | Izvođač(i)             | Naziv pjesme           | Jezik                  | Prijevod na hrvatski   | Skladatelj(i)          | Izv.   |
| ---------------------- | -------- | ---------------------- | ---------------------- | ---------------------- | ---------------------- | ---------------------- | ------ |
| Albanija               | RTSH     | TBD prosinac 2025.     | TBD prosinac 2025.     | TBD prosinac 2025.     | TBD prosinac 2025.     | TBD prosinac 2025.     | [ 25 ] |
| Australija             | SBS      |                        |                        |                        |                        |                        | [ 26 ] |
| Austrija               | ORF      | TBD veljače 2026.      | TBD veljače 2026.      | TBD veljače 2026.      | TBD veljače 2026.      | TBD veljače 2026.      | [ 27 ] |
| Azerbajdžan            | İTV      |                        |                        |                        |                        |                        | [ 28 ] |
| Cipar                  | CyBC     | TBD listopad 2025.     |                        |                        |                        |                        | [ 29 ] |
| Danska                 | DR       | TBD 14. veljača 2026.  | TBD 14. veljača 2026.  | TBD 14. veljača 2026.  | TBD 14. veljača 2026.  | TBD 14. veljača 2026.  | [ 30 ] |
| Finska                 | Yle      | TBD 28. veljača 2026.  | TBD 28. veljača 2026.  | TBD 28. veljača 2026.  | TBD 28. veljača 2026.  | TBD 28. veljača 2026.  | [ 31 ] |
| Grčka                  | ERT      |                        |                        |                        |                        |                        | [ 32 ] |
| Izrael                 | IPBC     |                        |                        |                        |                        |                        | [ 33 ] |
| Latvija                | LSM      | TBD 14. veljače 2026.  | TBD 14. veljače 2026.  | TBD 14. veljače 2026.  | TBD 14. veljače 2026.  | TBD 14. veljače 2026.  | [ 34 ] |
| Litva                  | LRT      |                        |                        |                        |                        |                        | [ 35 ] |
| Luksemburg             | RTL      | TBD 24. siječanj 2026. | TBD 24. siječanj 2026. | TBD 24. siječanj 2026. | TBD 24. siječanj 2026. | TBD 24. siječanj 2026. | [ 36 ] |
| Malta                  | PBS      |                        |                        |                        |                        |                        | [ 37 ] |
| Nizozemska             | AVROTROS |                        |                        |                        |                        |                        | [ 38 ] |
| Norveška               | NRK      |                        |                        |                        |                        |                        | [ 39 ] |
| Njemačka               | SWR      |                        |                        |                        |                        |                        | [ 40 ] |
| San Marino             | SMRTV    | TBD 1. ožujka 2026.    | TBD 1. ožujka 2026.    | TBD 1. ožujka 2026.    | TBD 1. ožujka 2026.    | TBD 1. ožujka 2026.    | [ 41 ] |
| Srbija                 | RTS      |                        |                        |                        |                        |                        | [ 42 ] |
| Španjolska             | RTVE     | TBD 14. veljača 2026.  | TBD 14. veljača 2026.  | TBD 14. veljača 2026.  | TBD 14. veljača 2026.  | TBD 14. veljača 2026.  | [ 43 ] |
| Švedska                | SVT      |                        |                        |                        |                        |                        | [ 44 ] |
| Švicarska              | SRG SSR  |                        |                        |                        |                        |                        | [ 45 ] |
| Ujedinjeno Kraljevstvo | BBC      |                        |                        |                        |                        |                        | [ 46 ] |

### Ostale države

#### Države koje su potvrdile nesudjelovanje
- Andora – Dana 26. svibnja 2025., RTVA je potvrdila da neće sudjelovati na natjecanju 2026. godine te da neće surađivati s katalonskom televizijom TV3 u vezi mogućeg povratka.[47] Andora je posljednji put sudjelovala 2009. godine.
- Bosna i Hercegovina – Dana 9. srpnja, BHRT je potvrdio da se neće vratiti 2026. [48]
- Slovačka – Dana 23. srpnja STVR, slovački nacionalni emiter je objavio da zbog visokih troškova sudjelovanja neće sudjelovati na Euroviziji 2026. [49]

#### Ostale države
- Bugarska – Bugarska još nije potvrdila sudjelovanje na Euroviziji 2026., no prema izvorima, televizija ne planira povratak uskoro. Unatoč tome, neki su umjetnici zainteresirani, a ideja ima veliku podršku javnosti. Povratak u narednim godinama zasad nije izgledan.[50]
- Crna Gora – Dana 15. lipnja 2025., RTCG je izjavila da će odluku o sudjelovanju na natjecanju 2026. donijeti krajem rujna 2025.[51]
- Češka – Dana 15. lipnja 2025. predstavnik press službe ČT-a, Radek Konečný, izjavio je da će televizija svoju odluku o sudjelovanju 2026. objaviti na jesen 2025. godine.[52]
- Kazahstan – Predsjednik kazahstanske TV kuće Khabar, Kemelbek Oishybayev, izjavio je 8. srpnja 2025. da je EBU pozitivno reagirao na prijedlog o sudjelovanju Kazahstana. Glavni direktor EBU-a Noel Curran podržao je ideju na Općoj skupštini održanoj ranije tog mjeseca. O potencijalnom debiju Kazahstana raspravljat će se na sljedećem sastanku EBU-a.[53]
- Monako – Monegaška televizija TvMonaco, iako članica EBU-a, planira spajanje s MonacoInfo do kraja kolovoza. Trenutačno nisu objavljeni planovi o povratku Monaka na Euroviziju 2026. Sudjelovanje na natjecanju ostaje neizvjesno.[54]
- Sjeverna Makedonija – Dana 16. svibnja 2025., novinarka Aleksandra Jovanovska izjavila je da MRT i dalje želi povratak na natjecanje. Ustvrdila je: "Postoje izvođači spremni predstavljati Sjevernu Makedoniju, no problem su troškovi i nedostatak formata za izbor." Zemlja je posljednji put sudjelovala 2022. godine.[55]
- Slovenija – Dana 26. svibnja 2025., televizija RTVSLO objavila je da će preispitati svoje buduće sudjelovanje ako EBU ne odgovori adekvatno na zabrinutosti vezane uz „transparentnost glasovanja“, referirajući se na pobjedu Izraela u televotingu 2025. godine.[56]

## Prijenos
Svi emiteri koji sudjeluju mogu odabrati da imaju komentatore na licu mjesta ili udaljene komentatore koji će pružati uvid i informacije o glasanju njihovoj lokalnoj publici. Iako su dužni prikazati finale i polufinale u kojima glasa njihova zemlja, većina emitera pokriva sve tri emisije. Neki emiteri koji ne sudjeluju također emitiraju natjecanje. 
Sljedeći emiteri su potvrdili svoje planove emitiranja i/ili komentatore:
| Država | Emiter | Kanal(i) | Emisije             | Komentator(i)       | Izv.   |
| ------ | ------ | -------- | ------------------- | ------------------- | ------ |
| Grčka  | ERT    | TBD      | Finale i polufinala | Giorgos Kapoutzidis | [ 57 ] |

## Vanjske poveznice
- eurovision.tv, službena stranica